# Fernán Núñez
Fernán Núñez er en by og kommune i det sydlige Spanien i provinsen Córdoba. Den har et indbyggertal på 9.638 (2024) indbyggere.